# Жуниор, Досса
Досса Жуниор (греч. Ντόσσα Τζούνιορ; род. 28 июля 1986[…], Лиссабон или Мапуту) — кипрский футболист португальского происхождения, игравший на позиции защитника.

## Клубная карьера
Во взрослом футболе дебютировал в 2005 году, выступлениям за португальскую команду «Имортал» из третьего дивизиона, в которой провел один сезон, приняв участие в 15 матчах чемпионата.
Летом 2006 года отправился в кипрский клуб «Дигенис Акритас», однако в первом же сезоне его клуб вылетел из высшего дивизиона, после чего Досса перешел в другую второлиговую команду «Пафос». Новой команде Жуниор помог в сезоне 2007/08 занять первое место и вернуться в элитный дивизион, где и продолжил выступать.
Своей игрой привлек внимание представителей тренерского штаба клуба «АЕЛ», в состав которого присоединился летом 2009 года. Сыграл за лимасольской команду следующие четыре сезона своей игровой карьеры. Большинство времени, проведенного в составе «АЕЛа», был основным игроком защиты команды и в сезоне 2011/12 помог команде впервые за 44 года выиграть чемпионат Кипра.
В состав польского клуба «Легия» присоединился 1 июля 2013, подписав трехлетний контракт.
10 июня 2015 года после двух лет в Польше, Жуниор переехал в Турцию, где подписал контракт с «Коньяспором». В начале 2016 года был отдан в аренду в «Эскишехирспор», где принял участие в 5 матчах чемпионата.

## Международная карьера
В 2012 году после длительной карьеры на Кипре, Досса Жуниор получил кипрское гражданство и изъявил желание играть за сборную. 15 августа 2012 года дебютировал в официальных матчах в составе национальной сборной Кипра в товарищеской игре против сборной Болгарии (0:1), отыграв весь матч.

### Гол за сборную
| #  | Дата            | Место            | Соперник | Счёт | Результат | Турнир                  |
| -- | --------------- | ---------------- | -------- | ---- | --------- | ----------------------- |
| 1. | 10 октября 2015 | Тедди, Иерусалим | Израиль  | 0-1  | 1-2       | Квалификация на ЧЕ 2016 |

## Достижения
- Чемпион Кипра: 2011/12
- Чемпион Польши: 2013/14
- Обладатель Кубка Польши: 2014/15